# Georg von Hertling
Georg Friedrich von Hertling, född 31 augusti 1843 i Darmstadt, död 4 januari 1919, var en tysk filosofiprofessor och politiker (Centrumpartiet), från 1914 greve. Han var Tysklands rikskansler 1917-1918.
Greve Georg von Hertling, som till yrket egentligen undervisade i filosofi, var från 1875 riksdagsledamot och från 1909 centrumpartiets fraktionsordförande. Från 1891 hade han även varit medlem av bayerska riksrådet som vald på livstid, och blev 1912 ministerpresident i Bayern.
Hertling utsågs till rikskansler av kejsar Wilhelm II i november 1917, mitt under första världskriget. von Hertling, som var av bayerskt och katolskt ursprung, tillhörde det katolska centerpartiet (Centrumpartiet) men hans politiska gärning blev mycket liten. Dels innehade han endast kanslerämbetet i knappt ett år, dels var han nästan 75 år gammal när ha utnämndes, dels var han i mångt och mycket en nickedocka i militärledningens händer. I detta skede av första världskriget styrdes Tyskland i praktiken av överbefälhavaren Paul von Hindenburg och generalstabschefen Erich Ludendorff. von Hertling entledigades 30 september 1918 på grund av sin höga ålder och sviktande hälsa samt det katastrofala krigsläget för Tysklands del. Han var president i Görres-Gesellschaft 1877-1919.
Som filosof stod han på tomistisk grund, hans Vorlesungen über Metaphysik utgavs av M. Meier 1922. von Hertling var inriktad mot att utbilda en rätts- stats- och samhällsfilosofi i teistisk-teologisk anda. Han försvarade naturrätten men vände sig samtidigt mot socialismen, som han ansåg vara ett utflöde av en materialistisk-mekanisk världsåskådning. Bland hans skrifter märks Naturrecht und Socialpolitik (1893) samt Recht, Staat und Gesellschaft (1906).
Hertlings son utgav faderns Erinnerungen aus meinem Leben (2 band, 1919) och Ein Jahr in der Reichskanzlei (1919).